# カルヴェンの戦い
カルヴェンの戦い（ロマンシュ語：Chalavaina）は1499年5月22日にグラウビュンデン（現スイスの一部）のヴァル・ミュシュタイアーの出口からチロル伯国（現イタリアの一部）のフィンシュガウにかけての地域で起こった戦闘。ハプスブルク家の神聖ローマ皇帝マクシミリアン1世の軍隊とグラウビュンデンの自由連合である三同盟の軍隊の間で勃発したもので、ハプスブルク軍がカルヴェンに築いた要塞の周辺で戦闘が起こったことから「カルヴェンの戦い」と呼ばれている。三同盟は勝利を収め、グラウビュンデン南部でのこの戦いはシュヴァーベン戦争において決定的なものとなった。ハプスブルク軍の敗北の後、皇帝はエンガディン及びヴァル・ミュシュタイアー支配の目論見を諦めざるを得なくなり、シュヴァーベン戦争全体においての軍事行動の焦点は再びスイス同盟の国境北部に移ることとなった。 

## 背景
中世初期以来、クール司教とチロル伯はエンガディン下流、ヴァル・ミュシュタイアー、フィンシュガウにおける司法権をめぐって争ってきた。1363年にチロル伯国がハプスブルク家の支配下に置かれると、ハプスブルク家のアドボカトゥスは繰り返しクール司教の権利を制限し、渓谷全体をその領土に併合させようとした。しかしこれらの渓谷に住む人々はこの目論見に反発し、1367年から1415年の間にグラウビュンデンの三同盟のうちの一つ、ゴッテスハウス同盟を結んだ。 
一方神聖ローマ帝国では、1486年にハプスブルク家のマクシミリアン1世がドイツ王に即位し、7年後には従兄弟のオーストリア大公ジークムントからチロルを含む所領を引き継いですべてのハプスブルク家の所領を手中に収めた。しかしハプスブルク家の権力の幅広い拡大とその世襲政治はフランス王との対立を招いた。特に1493年にマクシミリアン1世がミラノのスフォルツァ家の公女ビアンカと再婚したことで、自身をミラノ公だと主張していたフランス王と真っ向から対立することになり、最終的にイタリア戦争へと発展していった。こうしてグラウビュンデン南部のアルプス山脈の峠、特にヴァル・ミュシュタイアーのウンブライル峠はチロル地方からイタリア北部への直接ルートとして突如戦略的重要性が増すことになり、ハプスブルク家はその地域の支配にさらに力を入れたのだった。 

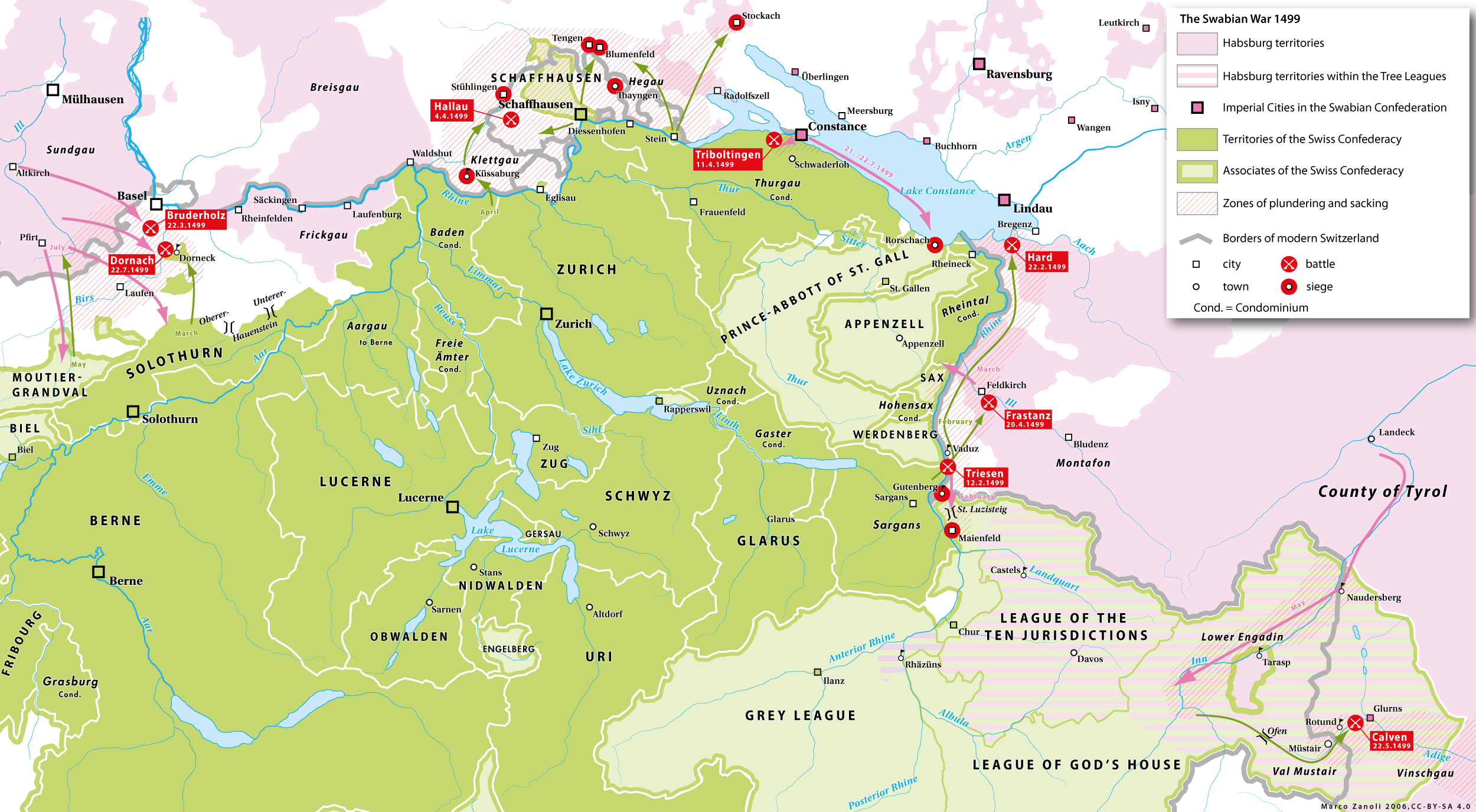
シュヴァーベン戦争の戦域。グラウビュンデンとカルヴェンは右下隅。

ハプスブルクの圧力により、1497年から1498年にかけてグラウビュンデンの三同盟はスイス同盟との緊密な軍事同盟に署名することになった。1499年1月20日にミュスタイアにおいてザンクト・ヨハン修道院がハプスブルク軍によって襲撃されるとシュヴァーベン戦争が勃発し、スイス同盟とグラウビュンデンの三同盟は神聖ローマ帝国の権力、特にシュヴァーベン同盟に反発した。上述したように、この戦争におけるマクシミリアン1世の戦略的目標の一つはウンブライル峠の支配であった。1499年4月までに、大規模なハプスブルク軍団にシュヴァーベン同盟及びチロルからの軍隊、またイタリア人傭兵がフィンシュガウのマッレス・ヴェノスタとグロレンツァの村で合流した。そしてヴァル・ミュシュタイアーの出口全体を塞ぐため、カルヴェンに強力に武装した木造要塞（いわゆる「Letzi」）を築いた。その後ハプスブルク軍は5月11日にオフェン峠の制圧を試みたが、失敗に終わった。 

## 経過

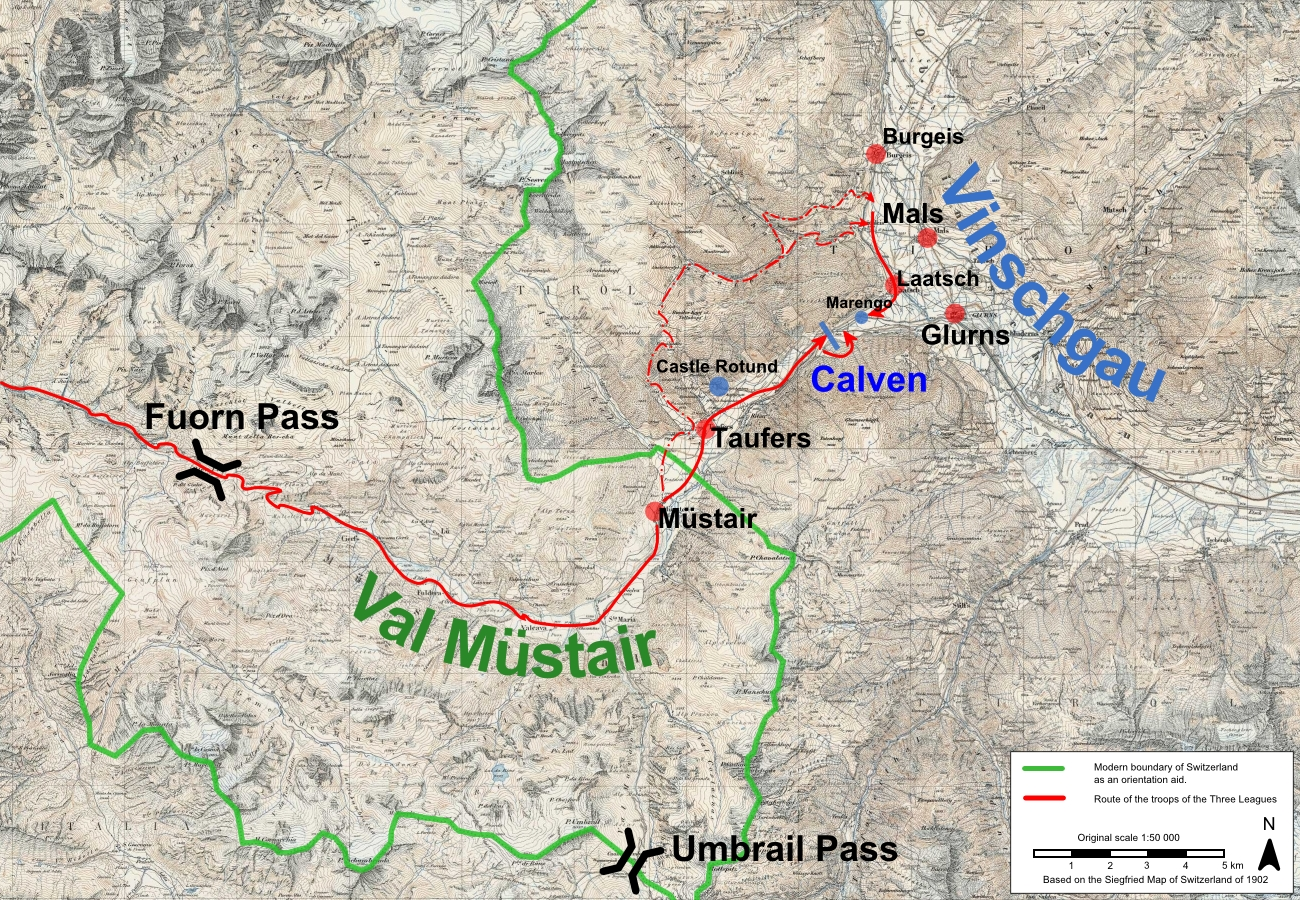
戦域の地図

グラウビュンデン南部のクール司教のアドボカトゥス、ベネディクト・フォンタナは、ヴィンシュガウのマッレス・ヴェノスタ最大のフラツィオーネ、ブルクアイスの諸侯の座を降りるよう強いられていたため、ハプスブルク軍を妨害するために強力な軍隊を派遣するよう再三呼びかけた。三同盟はついにこれに応じ、ツオーツで約6,300の軍隊を編成してヴァル・ミュシュタイアーへと進軍した。マクシミリアン1世が援軍とともに進軍している途中だという情報を得ていたので、もはや時間の問題であることを知っていたためだと見られる。しかしカルヴェンの要塞は手強い壁であったようだ。ハプスブルク兵はおよそ12,000人で、そのうちの2,000人が要塞に配置され、さらに別の1,200人が側面を防衛していた。また要塞の前方のコムーネ、トゥブレにあるロトンダ城にもまたハプスブルク軍が配置され、さらにもう200人は要塞後方のマレンゴで橋を守った。残りのハプスブルク軍はフィンシュガウに駐屯していた。 
三同盟軍はミュスタイアで二手に分かれることを決めた。約2,000から3,000の兵が山を越えて進軍し、北部の要塞を迂回して敵を後方から攻撃することになった。そのルートはロトンダ城からの目に晒されていたので、一団は夜に出発した。フィンシュガウに朝方到着するとすぐにハプスブルク軍と交戦状態に入った。しかし三同盟軍が30,000を数えるという噂が出回ると、ハプスブルク軍の兵士たちは泡を食って逃げていった。 しかしマレンゴ橋で彼らの前進は足止めされた。駐留していた200人のチロル兵と合流した逃亡部隊はなんとか橋を維持したのだった。 
三同盟の残りの半分はそれでも要塞を正面から攻撃した。しかし防衛は強固で、要塞には多くの大砲が装備されていたため、三同盟軍は何度か後退を余儀なくされ、大きな損害を被った。指揮官たちは攻撃を続けるために兵士たちを激励し、もし後退した場合は裏切り者として殺すと脅迫した。彼らの指揮官を務めたベネディクト・フォンタナは戦死したが、最終的に要塞の南側の山の斜面を越えて行われた局地的な側面攻撃によって三同盟軍は勝利を収めた。全方向からの同時攻撃により、防衛線は崩れざるを得なかった。ヴィリバルト・ピルクハイマーの研究によれば、歩兵も騎士も圧倒されて逃亡していったという。 彼らはフィンシュガウを追われ、多くは荒れた山の川で溺死した。

## 戦後
勝利を収めた三同盟の軍隊は3日間ヴィンシュガウ渓谷を略奪し、すべての家を焼いて12歳以上の男性を皆殺しにした。そして約300の小さな大砲と8つの大きな大砲を含む戦利品とともに、1499年5月25日にオフェン峠を越えて撤収した。その当時オーストリアのランデックの町にいたマクシミリアン1世は敗北の知らせを耳にすると、激怒してグロレンツァに急ぎ、5月29日に到着した。そしてエンガディンの人質38人が報復としてメラーノで殺され、 6月にはエンガディン渓谷を破壊して、サメーダンまでのほとんどの村が焼き討ちにされた。6月18日にスイス同盟が援軍を送り、ベルン、チューリッヒ、ウリ、グラールスからの部隊がダボスに到着すると、ハプスブルク軍は渓谷を一掃した。 
しかしカルヴェンでの敗北によって、ヴァル・ミュシュタイアーとウンブライル峠を支配しようとするマクシミリアン1世の目論見には終止符が打たれた。シュヴァーベン同盟ももはや興味のなくなったグラウビュンデンへの出兵を拒否した。マクシミリアン1世はボーデン湖に戻り、その後スイス同盟の国境北部での作戦を指揮した。しかし敗戦を重ね、1499年9月にはバーゼルの和約に同意しなければならなくなった。 
この平和条約は戦争前の現状を主張し、したがってハプスブルク家、クール司教、そして三同盟の間でのグラウビュンデンの人々に対する複雑な管轄権は残されたが、カルヴェンの戦いによってグラウビュンデンに対するハプスブルク家の拡張は終わりを告げられた。またこの勝利で三同盟も強化され、1524年には「永久盟約」の制定によって統合された。 しかしフィンシュガウは1618年にハプスブルク領に併合された。グラウビュンデンが戦域となった三十年戦争の時であった。 

## 伝説
今日、ベネディクト・フォンタナはグラウビュンデンの英雄であり、自由の戦士と見なされている。伝説によれば、彼は以下の言葉をもってハプスブルクの要塞を攻撃する兵士たちを激励したという。 
戦いにおける彼の功績を強調するような記述は、16世紀半ばに初めて現れるため、真偽のほどは定かではない。伝説はさらに手を加えられ、19世紀に人気を博した。1903年には彼の名誉を称えてクールに銅像が建てられた。